# Kikötőváros (film)
A Kikötőváros (eredeti cím: Hamnstad) 1948-ban bemutatott svéd filmdráma  Ingmar Bergman rendezésében.

## A produkcióról
A fiatal Berit (Nine-Christine Jönsson) egy főleg munkások lakta kikötővárosban él, ahol szerelmi kapcsolatba kerül Göstával (Bengt Eklund), egy matrózzal, aki azzal a szándékkal tér vissza a tengerről, hogy véglegesen a szárazföldön marad. A cselekmény középpontjában Berit és Gösta kapcsolata áll, ahogy a lány feltárja gondokkal teli múltját családi hátterét.
Noha a Kikötővárost soha nem sorolták a korai Bergman filmek legjobbjai közé, mégis megjelenik benne néhány korai motívum, ami a rendező későbbi munkáiban jellegzetessé válik: az elidegenedés, a múlt árnyai, a nehézkes emberi kapcsolatok. A filmben jelen van a serdülőkori nemiség, szabad szexualitás és az abortusz is, amelyeknek hasonló ábrázolása a kortárs hollywoodi produkciókban lehetetlen volt. A filmet az Egyesült Államokban csak 1963-ban mutatták be.

## Szereposztás
| Színész                | Karakter    |
| ---------------------- | ----------- |
| Nine-Christine Jönsson | Berit       |
| Bengt Eklund           | Gösta       |
| Mimi Nelson            | Gertrud     |
| Berta Hall             | Berit anyja |
| Birgitta Valberg       | Vilanderné  |
| Sif Ruud               | Kronané     |
| Britta Bilsten         | prostituált |
| Harry Ahlin            | Skåningen   |
| Nils Hallberg          | Gustav      |
| Sven-Eric Gamble       | Eken        |
| Ynge Nordvall          | ellenőr     |
| Nils Dahlgren          | Gertud apja |
| Hans Strååt            | Vilander úr |
| Erik Hell              | Berit apja  |
| Stig Olin              | Thomas      |

## Fordítás
- Ez a szócikk részben vagy egészben  a   Port_of_Call című angol Wikipédia-szócikk fordításán alapul.  Az eredeti cikk szerkesztőit annak laptörténete sorolja fel. Ez a jelzés csupán a megfogalmazás eredetét és a szerzői jogokat jelzi, nem szolgál a cikkben szereplő információk forrásmegjelöléseként.